# Dodge City, Alabama
Dodge City là một thị trấn thuộc quận Cullman, tiểu bang Alabama, Hoa Kỳ. Dân số năm 2009 là 653 người, mật độ đạt 73 người/km².